# Associazione Calcio Prato 1965-1966
Questa pagina raccoglie le informazioni riguardanti l'Associazione Calcio Prato nelle competizioni ufficiali della stagione 1965-1966.

## Rosa
| N. |                   | Ruolo | Calciatore           |
| -- | ----------------- | ----- | -------------------- |
|    | Italia (bandiera) | A     | Egidio Bicchierai    |
|    | Italia (bandiera) | A     | Renzo Brando         |
|    | Italia (bandiera) | P     | Sergio Bressan       |
|    | Italia (bandiera) | D     | Gianfranco Bullini   |
|    | Italia (bandiera) | A     | Ilario Castagner     |
|    | Italia (bandiera) | A     | Giancarlo Ciabattari |
|    | Italia (bandiera) | P     | Dino Di Carlo        |
|    | Italia (bandiera) | C     | Olinto Forlucci      |
|    | Italia (bandiera) | C     | Roberto Franzon      |

| N. |                   | Ruolo | Calciatore       |
| -- | ----------------- | ----- | ---------------- |
|    | Italia (bandiera) | D     | Piero Lenzi      |
|    | Italia (bandiera) | D     | Sergio Magelli   |
|    | Italia (bandiera) | A     | Flavio Magni     |
|    | Italia (bandiera) | D     | Italo Rizza      |
|    | Italia (bandiera) | A     | Giancarlo Roffi  |
|    | Italia (bandiera) | C     | Antonio Scatizzi |
|    | Italia (bandiera) | C     | Marco Vaselli    |
|    | Italia (bandiera) | A     | Marco Vastini    |
|    | Italia (bandiera) | C     | Roberto Vieri    |